# Tachybaptus
Tachybaptus is een geslacht van vogels uit de familie van de futen (Podicipedidae). De wetenschappelijke naam werd gepubliceerd in 1853 door Heinrich Gottlieb Ludwig Reichenbach.

## Soorten
De volgende soorten zijn bij het geslacht ingedeeld:
- Tachybaptus dominicus – Amerikaanse dodaars
- Tachybaptus novaehollandiae – Australische dodaars
- Tachybaptus pelzelnii – Pelzelns dodaars
- Tachybaptus ruficollis – Dodaars
- Tachybaptus tricolor – Indische dodaars

### Uitgestorven
- † Tachybaptus rufolavatus – Madagaskardodaars